# Paul Bedal
Paul Bedal (* 6. Februar 1987) ist ein US-amerikanischer Jazzmusiker (Piano, Komposition).

## Leben und Wirken
Bedal ist Absolvent der Frost School of Music in Miami und erwarb seinen Master in Musikkomposition am Columbia College Chicago. Seitdem hat er mehrere Alben unter eigenen Namen veröffentlicht und mit einer Vielzahl von Musikern aufgenommen und gespielt, darunter Matt Ulery, Caroline Davis, Paul Dietrich, Greg Ward, Marquis Hill, Nick Mazzarella, Charles Rumback, Quin Kirchner und Jean Caze. Der Musikkritiker von The New York City Jazz Record, Ken Micallef, schrieb über sein Debütalbum: „Chatter ist auch eine Studie faszinierender Wiederholungen: Melodie- und Rhythmusmotive werden eingeführt und subtil verändert, während die Solisten den Kontrapunkt verfolgen.“
Bedal erhielt den Chicago Luminarts Fellowship Award (2014, 2015) für Improvisation und Komposition sowie ein Chicagoer DCASE-Künstlerstipendium 2021 für sein Quartettalbum Cerulean Stars. Bedal war von 2017 bis 2020 außerordentlicher Professor für Jazzpiano am Moraine Valley Community College in Palos Hills, Illinois, und unterrichtete an der Old Town School of Folk Music in Chicago. Im Bereich des Jazz war er laut Tom Lord zwischen 2013 und 2021 an sieben Aufnahmesessions beteiligt. Des Weiteren hat Bedal auch Filmmusik   komponiert, darunter für Ian Martins Spielfilm Cooke Concrete und Lauren Bedals Kurzfilm Airplay. Derzeit ist er als Begleiter an der Joffrey Ballet School in New York City tätig. Bedal lebt in Brooklyn.

## Diskographische Hinweise
- Chatter (ears&eyes Records, 2014), mit Marquis Hill, Caroline Davis, Matt Ulery, Charles Rumback
- In Reverse (2019), mit Nick Mazzarella, Matt Ulery, Charles Rumback
- Guitar Quartet(2021), mit Jeff Swanson, Christian Dillingham, Quin Kirchner
- Cerulean Stars (Bace Records, 2021), mit Nick Mazzarella, Matt Ulery, Charles Rumback
- Unfolding (2023), mit Matt Ulery, Quin Kirchner
- Piano Trio (2023), mit Michael Harmon, Charles Rumback